# Daiun Sogaku Harada
Daiun Sogaku Harada (原田 大雲 祖岳?, Harada Daiun Sogaku; Obama, 13 ottobre 1871 – 12 dicembre 1961) è stato un maestro zen giapponese, conosciuto in Giappone come in Occidente per aver ideato un metodo che combinasse le tradizioni delle scuole Sōtō e Rinzai.

## Biografia
Nato nella città nota oggi come Obama, nella prefettura di Fukui, il giovanissimo Sogaku entrò in un tempio Soto all'età di sette anni, e continuò a praticare ed addestrarsi in monasteri zen per tutti gli anni scolastici. All'età di vent'anni, fece il suo ingresso al noto monastero Rinzai Shogen-ji; viene riportato che fece esperienza del kenshō dopo due anni e mezzo di pratica residenziale.
Nel 1901, egli si laureò all'università di Komazawa (successivamente conosciuta come Soto-shu Daigakurin), università improntata allo studio della dottrina Soto. In quell'occasione, egli studiò sotto diversi maestri Soto e Rinzai, come Harada Sodo Kakusho,
Oka Sotan, Akino Kodo, Adachi Tatsujun, Hoshimi Tenkai, Unmuken Taigi Sogon e Kogenshitsu Dokutan Sosan.
Tra il 1911 e il 1923, Harada tenne una cattedra come professore alla sua stessa università. 
Da insegnante severo e amante della disciplina, diventò abate di vari templi Soto in tutto il Giappone: Hosshin-ji, Chisai-in, Ankoku-ji, Sōji-ji, Chigen-ji e lo stesso Bukkoku-ji in cui venne ordinato
Fino quasi all'età di novant'anni, Harada condusse sesshin di una settimana sei volte l'anno, oltre alle occasioni in cui guidò ritiri in altri centri e monasteri.
L'insegnamento di Harada Roshi integrava l'uso Rinzai dei Koan con le forme della scuola Soto, in cui questa pratica venne abolita dalle istituzioni Soto nel XIX secolo sotto l'influenza del maestro Gento Sokuchu.
Egli si distaccò inoltre dai costumi della tradizione Soto del suo tempo, coinvolgendo i laici nelle sedute di meditazione e di insegnamento a cui precedentemente partecipavano esclusivamente i monaci, creando un precedente per una pratica che si sarebbe rivelata adatta alle esigenze dei primi occidentali che a breve sarebbero giunti in Giappone alla ricerca di una spiritualità che solo la meditazione e le pratiche inerenti a quel tipo di percorso potevano soddisfare. 
Nonostante le critiche che ricevette, egli rimase all'interno delle istituzioni della scuola Soto, pur essendo noto in Occidente che egli ricevette la trasmissione del Dharma nel lignaggio Rinzai di Dokutan Roshi. Harada può quindi essere considerato un maestro Soto eclettico che preferì sviluppare un metodo di pratica alternativo piuttosto che rimanere fedele alla tradizione ortodossa della sua scuola.
Harada Daiun Sogaku si ritirò dalla sua attività nel 1937 per trascorrere i suoi ultimi giorni nell'eremo Kakusho-ken, in cui morì a 92 anni.
Alla sua morte, egli lasciò un'eredità proficua per un successivo rinnovamento dello Zen in Giappone e degli spunti che furono fondamentali per lo sviluppo dello Zen negli Stati Uniti e in Occidente.
Il suo erede più conosciuto fu Hakuun Yasutani, maestro Soto che, seguendo il metodo del suo predecessore, si addestrò nello studio e nella pratica dei Koan. L'influenza del metodo derivante dall'esempio del suo maestro lo portò a fondare una nuova organizzazione laica in Occidente, la Sanbo Kyodan, che divenne rilevante nello sviluppo dello Zen negli Stati Uniti e in cui si svilupparono maestri autorevoli dei nostri giorni, come Philip Kapleau e Charlotte Yoko Beck.
Harada lasciò anche altri maestri in Giappone, che però rimasero all'interno della scuola Soto come monaci ordinati:Genshu Watanabe, abate, tra gli altri, del tempio Soji-ji, Harada Tangen, che gli succedette come abate del tempio Bukkoku-ji, e Ban Tetsugyu Soin, abate del tempio Tosho-ji di Tokyo.

## Critiche
Harada Daiun Sogaku fu criticato per il suo supporto alla propaganda per il ruolo giapponese nella seconda guerra mondiale. 
Una citazione famosa di Harada, riportata nel saggio in inglese Zen at War, è: "Se viene ordinato di] marciare: trump, trump, o sparare: bang, bang. Questa è la manifestazione della più alta saggezza. L'unità di Zen e guerra di cui parlo si estende ai fronti più remoti di questa guerra santa."